# آندرئا دراهوتا
آندرئا دراهوتا (مجاری: Andrea Drahota؛ زادهٔ ۱۵ ژوئیهٔ ۱۹۴۱) بازیگر اهل مجارستان است.
از فیلم‌ها یا برنامه‌های تلویزیونی که وی در آن نقش داشته‌است، می‌توان به سکوت و فریاد، مواجهه، سرود سرخ و نسل گمشده اشاره کرد.